# Diplodia warburgiana
Diplodia warburgiana är en svampart som beskrevs av Reichert 1921. Diplodia warburgiana ingår i släktet Diplodia och familjen Botryosphaeriaceae.   Inga underarter finns listade i Catalogue of Life.